# Liste der Straßennamen von Mannheim-Innenstadt/Jungbusch

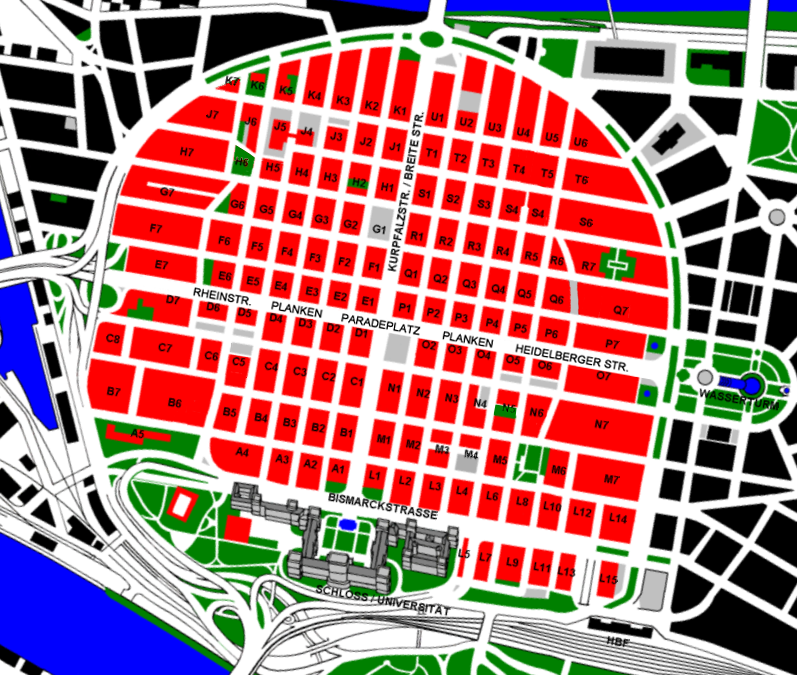
In „rot“ die Quadrate des Stadtteils Mannheim-Innenstadt (auch Quadratestadt genannt); links oben in „schwarz“ der Stadtteil Jungbusch; zusammen bilden die beiden Stadtteile den Stadtbezirk Innenstadt/Jungbusch

Liste der Straßen und Plätze des Mannheimer Stadtbezirks Innenstadt/Jungbusch, der sich in die Stadtteile Mannheim-Innenstadt (auch Quadratestadt genannt) und Jungbusch gliedert.

## Straßennamen im Mannheimer Stadtbezirk Innenstadt/Jungbusch
Nachfolgend die betreffenden Straßen in alphabetischer Reihenfolge. Die Belege zu einzelnen Straßen sind bei dem jeweiligen Artikel zu finden. Allgemein basieren die Informationen auf der Recherche „Straßennamen“ beim Marchivum.

### Straßennamen im Stadtteil Jungbusch
| Historische Straßennamen – Weblinks |

#### A
- Akademiestraße – nach der kurfürstlichen Mannheimer Zeichnungsakademie benannt
- Am Salzkai

#### B

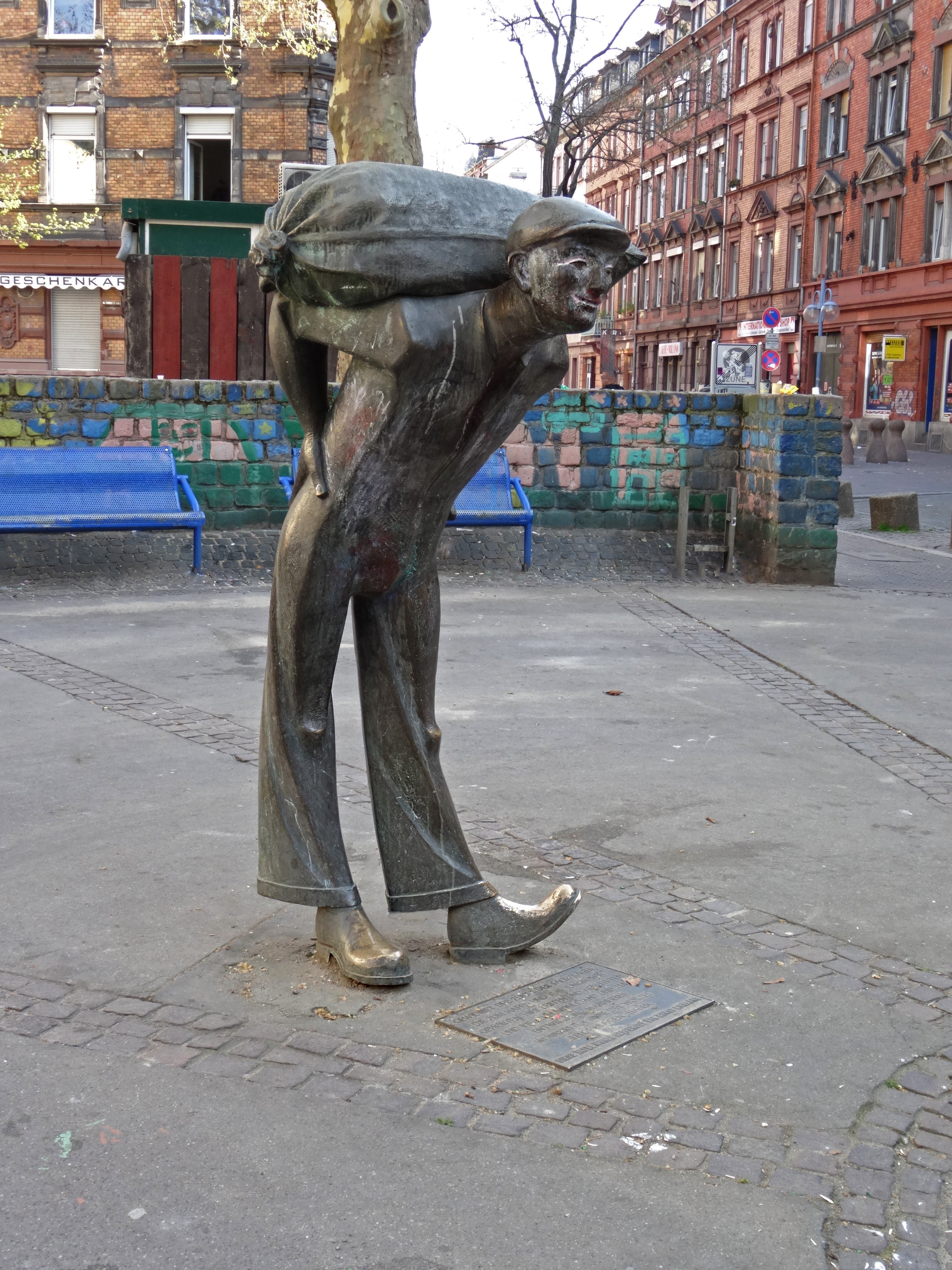
Das Sackträger-Denkmal in der Beilstraße

- Beilstraße – nach dem Schauspieler Johann David Beil (1754–1794) benannt
- Binnenhafenstraße
- Böckstraße – nach dem Schauspieler Johann Michael Böck (1743–1793) benannt

#### D
- Dalbergstraße – nach dem Intendanten Wolfgang Heribert von Dalberg (1750–1806) benannt

#### F
- Freherstraße – nach dem Historiker  Marquard Freher (1565–1614) benannt
- Fruchtbahnhofstraße

#### G
- Güterhallenstraße

#### H
- Hafenstraße – erinnert an den ehemaligen Rheinhafen, der teilweise im Bereich der jetzigen Straße verlief.
- Hellingstraße – erinnert an die ehemalige Schiffs- und Maschinenbau AG Mannheim (siehe dazu auch den Begriff Helling)
- Holzstraße – nach ehemaligen Holzlagerplätzen dort benannt

#### J
- Jungbuschbrücke – vormals Hindenburgbrücke
- Jungbuschstraße

#### K

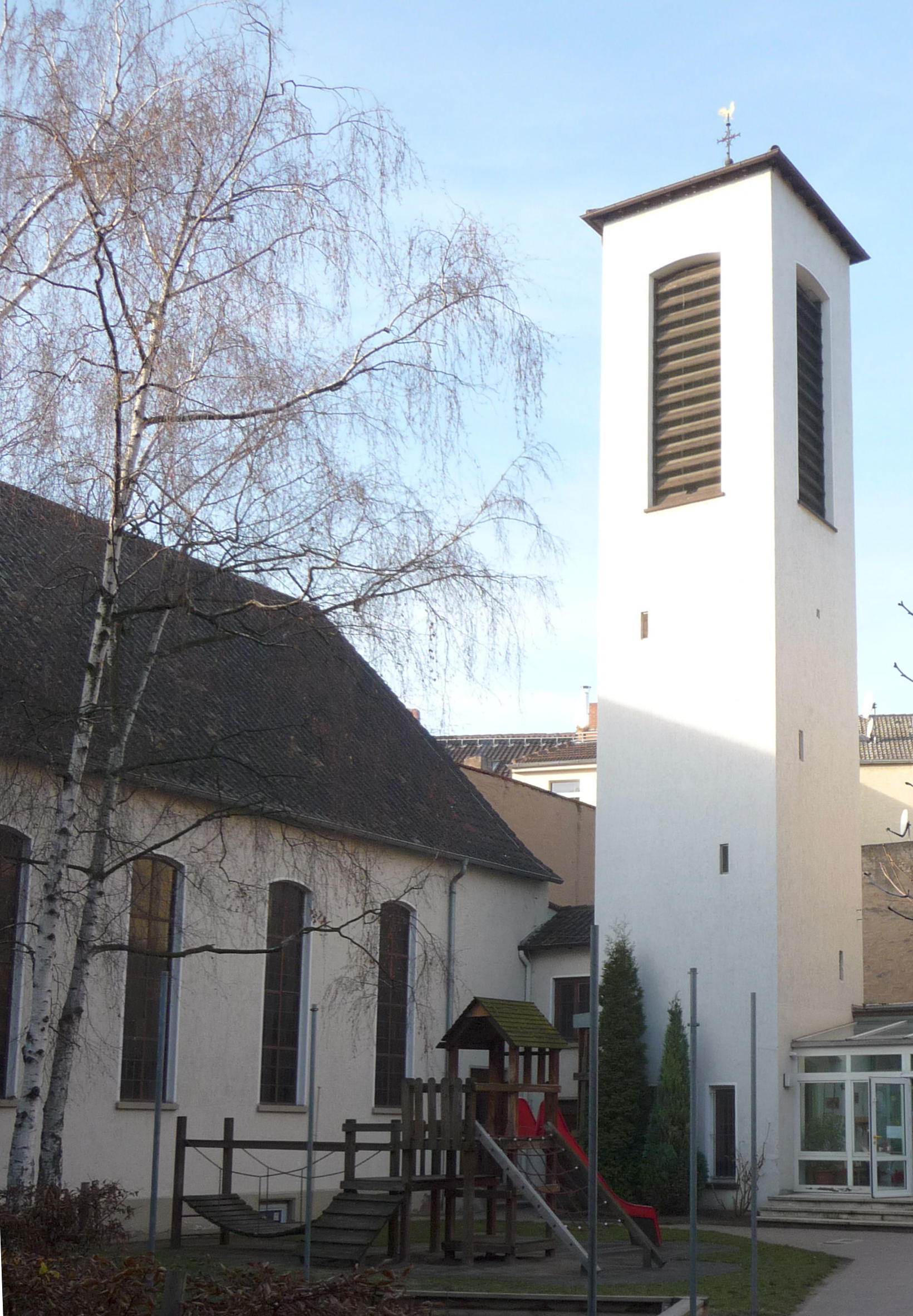
Die Hafenkirche in der Kirchenstraße

- Kirchenstraße
- Kohlenstraße

#### L
- Landzungenstraße
- Ludwigsbadstraße

#### M
- Mühlaubrücke

#### N
- Neckarspitze
- Neckarvorlandbrücke
- Neckarvorlandstraße

#### R
- Regattastraße
- Rheinkaistraße
- Rheinmühlenstraße
- Rheinstraße
- Rheinvorlandstraße

#### S
- Schanzenstraße
- Seilerstraße

#### V
- Verbindungskanal, linkes Ufer
- Verlängerte Jungbuschstraße

#### W
- Werftstraße – erinnert an die ehemalige Schiffs- und Maschinenbau AG Mannheim, eine Werft, die aus einer Mainzer Maschinenfabrik hervorging
- Werfthallenstraße

## Historische Namen

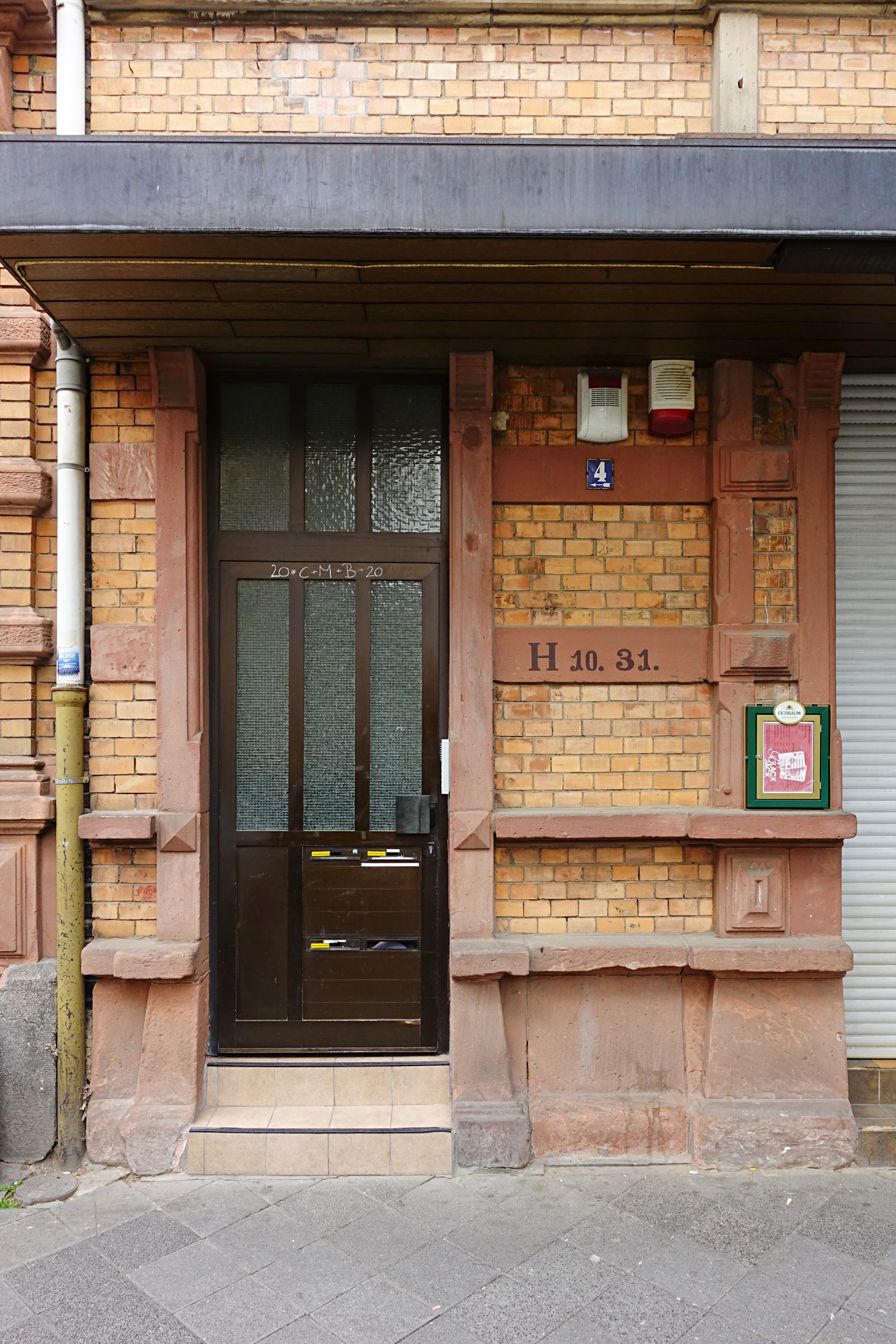
Hauswand mit historischer Adressbezeichnung H 10, 31. Heute in der Böckstraße.

In der zweiten Hälfte des 19. Jahrhunderts wurden Straßen im Bereich des heutigen Jungbusch ebenfalls in die Quadrate-Nummerierung einbezogen. Siehe auch Quadratestadt.
F
Im Quadrat F zwischen Luisenring und Hafenstraße war:
- F 8: heute Wohnquartier Akademiestraße, Kirchenstraße

G
- Grabenstraße – Der Straßenname bezog sich auf den historischen Stadtgraben, der an dieser Stelle in den Neckar floss.

Im Quadrat G zwischen Luisenring und Hafenstraße war:
- G 8: heute Wohnquartier Kirchenstraße, Jungbuschstraße

H
- Hindenburgbrücke – heute als Jungbuschbrücke bezeichnet

Im Quadrat H an der Hafenstraße waren:
- H 8: heute Wohnquartier Dalbergstraße, Jungbuschstraße, Beilstraße,
- H 9: heute Wohnquartier Jungbuschstraße, Böckstraße, Beilstraße
- H 10: heute Wohnquartier Beilstraße, Böckstraße, Werftstraße.